# Chili op de Olympische Zomerspelen 1896
Chili claimt de deelname van één atleet, Luis Subercaseaux, aan de in Athene (Griekenland) gehouden Olympische Zomerspelen 1896. Hierdoor is Chili een van de 14 landen die deelnamen aan de eerste Olympische Spelen.
De deelname van Subercaseaux wordt niet genoemd in het officiële rapport, hetgeen niet verwonderlijk is omdat het rapport meestal alleen de winnaars vermeldt en hij geen enkele medaille won.

## Deelnemers en resultaten

### Atletiek
| Olympiër          | Discipline | Resultaat | Prestatie |
| ----------------- | ---------- | --------- | --------- |
| Luis Subercaseaux | 100m (m)   | onbekend  |           |
| Luis Subercaseaux | 400m (m)   | onbekend  |           |
| Luis Subercaseaux | 800m (m)   | onbekend  |           |

Australië · Bulgarije · Chili · Denemarken · Duitsland · Frankrijk · Griekenland · Groot-Brittannië · Hongarije · Italië · Oostenrijk · Verenigde Staten · Zweden · Zwitserland · Gemengde teams